# Pi Piscium
Pi Piscium (102 Piscium) é uma estrela na direção da constelação de Pisces. Possui uma ascensão reta de 01h 37m 05.96s e uma declinação de +12° 08′ 29.4″. Sua magnitude aparente é igual a 5.54. Considerando sua distância de 110 anos-luz em relação à Terra, sua magnitude absoluta é igual a 2.89. Pertence à classe espectral F0V.